# Almindelig fjergræs
Almindelig fjergræs (Stipa pennata) – eller Thorvaldsens Hår som den kaldes i blomsterforretningerne – er en vintergrøn staude med en tueformet vækst. Planten præges i høj grad af de lange, blomsterbærende stængler.

## Beskrivelse
Tuen dannes af de tætsiddende, stive blade,som er indrullede og børsteagtige. De unge blade er derimod foldede på langs. Begge bladsider er grågrønne. Planten præges i høj grad af de lange, blomsterbærende stængler, som ses under blomstringen i maj-juni.
Blomsterne er samlede i et løst aks, de er uregelmæssige og bygget som græsblomster ellers. Forskellen er den, at blomsternes og senere frøenes stakke er 20-30 cm lange og sølvskinnende. Ved skiftevise udtørringer og fugtmætninger krøller disse frøhaler spiralformet sammen og borer frøet ned i jorden.
Rodnettet er trævlet, men dybtgående og tæt.
Højde x bredde og årlig tilvækst: 0,20 x 0,20 m (20 x 20 cm/år), heri ikke medregnet de blomsterbærende skud.

## Hjemsted
Planten hører hjemme i Nordafrika, Mellemøsten, Kaukasus, Centralasien og Østasien samt i det sydlige og østlige Europa. Et af de nordligste voksesteder findes i Vartofta-Åsaka (Falköpings kommune vest for Vättern). Den foretrækker helt lysåbne voksesteder uden for meget konkurrence fra andre urter og på meget tør, kalkrig og næringsfattig bund.
I Golestan Nationalpark, som ligger i Alborzbjergene i det nordøstlige Iran, findes arten sammen med bl.a. Aegilops tauschii (en art af gedeøje), Allium rubellum (en art af løg), Astragalus brevidens (en art af astragel), azarolhvidtjørn, Berberis integerrima, berberisbladet rose, bibernelle, bredbladet klokke, Centaurea virgata (en art af knopurt), Cotoneaster ovata (en art af dværgmispel), Dianthus orientalis (en art af nellike), dueskabiose, Ephedra intermedia (en art af ledris), fransk løn, græsk ene, håret flitteraks, kandelaberkongelys, lucerne, pilealant, rank potentil, rød kornel, Tulipa biebersteiniana (en art af tulipan), ædel røllike og ædelkortlæbe

## Anvendelse
Planten er velegnet som stenbeds- eller tørkebedsplante, men den har så absolut sin største skønhed i maj-juni, hvor frøhalerne gør den værd at se på. Resten af tiden er den en stivbladet tue, der i mange træk minder om bjørnegræs.

## Galleri
|  |  |  |  |